# Rezerva mondială de semințe din Svalbard

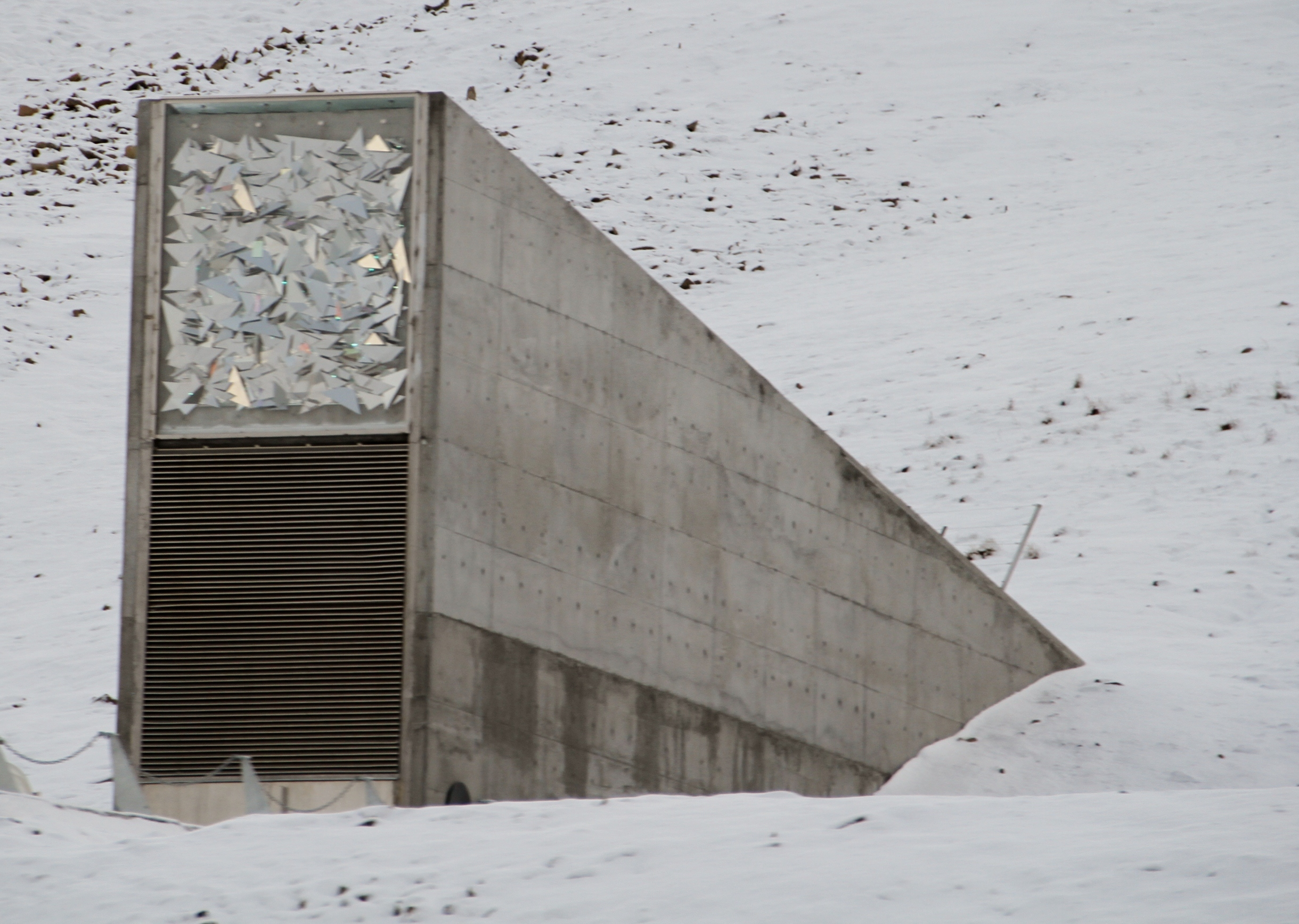
Intrarea în depozit

Rezerva globală de semințe din Svalbard (norvegiană Svalbard globale frøhvelv; engleză Svalbard Global Seed Vault) este un depozit de semințe aflat în Longyearbyen, Insula Svalbard, ce aparține de Norvegia, la aproximativ 1300 km distanță de Polul Nord. 
Scopul său este de a păstra cât mai multe semințe ale unor specii de plante în eventualitatea unei apocalipse. A fost inaugurat la 26 februarie 2008. Peste 1,5 milioane de mostre diferite de semințe de culturi agricole au fost deja introduse aici.